# Mala Plana (miasto Prokuplje)
Mala Plana (cyr. Мала Плана) – wieś w Serbii, w okręgu toplickim, w mieście Prokuplje. W 2011 roku liczyła 558 mieszkańców.